# Бощук Володимир Миколайович

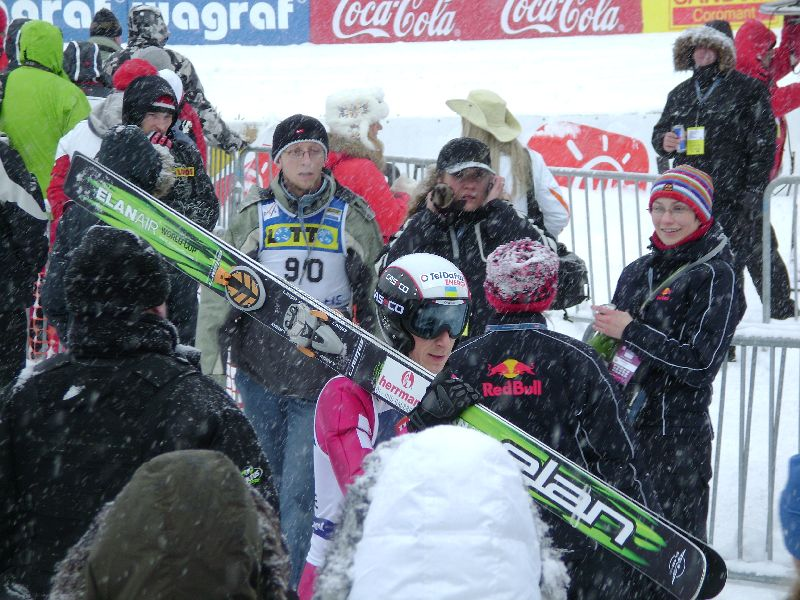
Володимир Бощук на турнірі в Закопане (Польща), 27 січня 2008 року

Володи́мир Микола́йович Бощу́к (*3 серпня 1982, смт Верховина, Івано-Франківська область) — український стрибун на лижах з трампліна. Майстер спорту. Учасник Національної збірної України на Зимових Олімпійських іграх 2010 (м. Ванкувер, Канада).

## Кар'єра
Володимир Бощук виступає за СК «Освіта» (Івано-Франківська область). Перший тренер — Василь Прокоп'юк. Поточний тренер — Валерій Вдовенко.
Вперше виступив на найпрестижніших міжнародних турнірах (в рамках FIS) 29 січня 2006 року у Закопане (Польща). Нині (сезон 2009/2010) Володимир Бощук — прогресуючий стрибун з трампліна, який, як і решта українських збірників, в непростих умовах розвитку цього виду спорту в Україні, показує відносно непогані результати. 
З кар'єрних досягнень Володимира Бощука — 28-е (найвище серед українців) місце на Чемпіонаті світу зі стрибків з трампліна, на одному з етапів Кубку світу в тому ж (2009) році показав 26-й результат (залікова зона). У 2004—09 роки Бощук постійно ставав призером Чемпіонатів і Кубку України зі стрибків з трампліна.
За результатами єдиних до офіційної Церемонії відкриття змагань (кваліфайраунд індивідуального турніру стрибунів з нормального трампліна) на Зимових Олімпійських іграх 2010 12 лютого 2010 року з доволі високою 23-ю позицією кваліфікувався (разом з Віталієм Шумбарцем) до основних змагань 13 лютого 2010 року, однак у них уже в першому раунді відсіявся від фіналу, відтак посівши у даному виді програми 50-ту позицію.

## Освіта і особисте життя
В.М. Бощук має вищу освіту — диплом Національного університету фізичного виховання і спорту України (м. Київ).
Одружений, виховує дочку.
Хобі — футбол, теніс, гірські лижі.

## Виноски
1. ↑  Біографія Володимира Бощука на сайті FIS (Міжнародна лижна Федерація). Архів оригіналу за 25 жовтня 2012. Процитовано 12 лютого 2010. [Архівовано 2012-10-25 у Wayback Machine.]
2. ↑  Профайл Володимира Бощука [Архівовано 16 лютого 2010 у Wayback Machine.] на сайті НОК України
3. ↑  Результати кваліфайраунду на офіційному сайті зимових Олімпійський ігор 2010. Архів оригіналу за 13 травня 2010. Процитовано 13 травня 2010. [Архівовано 2010-05-13 у Wayback Machine.]
4. ↑  Результати фіналу стрибків з трампліну на нормальному трампліні (індивідуалка) на офіційному сайті зимових Олімпійський ігор 2010. Архів оригіналу за 13 травня 2010. Процитовано 13 травня 2010. [Архівовано 2010-05-13 у Wayback Machine.]